# Siola d'oro
Le prix La Siola d'oro (en italien, « l'hirondelle d'or ») est un prix d'art lyrique décerné tous les deux ans dans la ville de Gatteo depuis 1983, à la mémoire de Lina Pagliughi.

## Description
La Siola d'oro est une broche de diamant ayant la forme d'une hirondelle (« siola ») aux ailes déployées, évaluée à 20 000 € environ (en 2013).

## Attribution
Le prix a par le passé été décerné à Luciana Serra, June Anderson, Mariella Devia, Denia Mazzola, Enedina Lloris, Sumi Jo, Valeria Esposito, Patrizia Ciofi (1997), Élizabeth Vidal, Stefania Bonfadelli, Annick Massis, ou encore Elena Mosuc. En 2007, il a été attribué à Joan Sutherland pour l'ensemble de sa carrière, et en 2013 à Jessica Pratt, une autre cantatrice australienne.